# 山崎年信
山崎 年信（やまざき としのぶ、安政4年（1857年） - 明治19年（1886年）9月15日）は、明治初期に活躍した浮世絵師。錦絵と新聞の挿絵で知られる。

## 生涯
月岡芳年の門人。江戸千住で生まれた。姓は山崎、または斎藤、名は徳三郎。仙斎、南斎、呉園、扶桑園、呑海と号した。父は青物問屋であった。家が貧しかったために絵の才能を伸ばす道にすすむことができなかったが、明治3年（1870年）頃、13歳で浮世絵師･月岡芳年に入門、認められて年信と号した。入門の経緯には二つの説がある。ひとつは、提灯屋で小僧として修行しているとき、神事行灯に描いた絵が評判となったことがきっかけとなったとする説、もうひとつは、年信が提灯屋ではなく床屋で奉公していたとするもので、床屋の外戸障子に描いた絵が、近所を通りかかった芳年の弟子たちの間で話題となり、その才能を惜しんだ人物が芳年に紹介したという説である。
絵師として本格的に活躍し始めたのは明治10年（1877年）頃のことで、西南戦争を題材とした30点余りの錦絵が確認されている。当時、年信はまだ20歳で、絵師としての修行期間は約7年（錦絵師の修行期間としては短い）にすぎなかったが、すでに一人前の絵師として活躍できたということは、年信の才能と修行のたまものといえるだろう。西南戦争の錦絵ブームは1年で終わったが、年信はその頃から大阪でも仕事をするようになっており、大阪で創刊された「魁新聞」には、はじめて挿絵を描いた。この時期に、関西の新聞界の大物である宇田川文海との親交がはじまる。以後、没するまで主に新聞を舞台に挿絵画家として活躍した。明治10年（1877年）頃からは草双紙の挿絵も手がけている。
年信は、稲野年恒、水野年方、右田年英とともに「芳年四天王」の1人に数えられるようになった。また、芳年門下の鬼才、天才などとも呼ばれ、将来を嘱望された絵師であった。しかし絵師として名前が出る頃から酒色に溺れはじめ、仕事にも支障をきたすようになった。明治13年（1880年）頃を境に錦絵の作品が見られなくなる。この頃、師である芳年との間にも確執が生まれていた。仮名垣魯文の仲介で明治15年（1882年）12月、いったんは師との関係が修復されたが、その後、芳年の書き溜めた漫画を携えて逃亡するという事件を起こした。当時の「いろは新聞」広告欄には、芳年の名で年信の捜索願が掲載されているが、おそらくこのためであったとされる。事件の顛末は詳らかではないが、ほどなく落着し、漫画も芳年の元に戻った。
この事件をきっかけとして、年信は芳年の元を去ることになったと思われる。そして明治15年（1882年）末か16年（1883年）の初めに、高知の「土陽新聞」の専属絵師として高知に赴いた。そこで年信は、坂本龍馬を主人公とした連載小説『汗血千里の駒』（坂崎紫瀾著）の挿絵を担当し、人気を博した。高知出身の評論家・田岡嶺雲は『数奇伝』において、当時この挿絵から強い印象を受けたことを記している。『汗血千里の駒』の著者坂崎は、明治15年（1882年）に講釈師として上った演壇での発言が不敬罪に問われており、連載中の3月末から約3か月間入獄することとなったため連載は一時休止された。年信はこの間に高知を去ったらしく、5月29日付の「土陽新聞」には、今後同紙の画工は藤原信一（ふじわら のぶかつ）であるという広告が掲載された。信一は、当時の人気役者であった尾上多見蔵の弟子の女形であり、尾上多見尾と名乗っていたが、それをやめて年信に弟子入りした絵師である。『汗血千里の駒』の挿絵は全部で66枚あり、そのうち38点に年信の落款が確認できるが、無落款20点のうちにも年信の作品が含まれていると思われる（残り8点には門人の藤原信一の落款がある）。『汗血千里の駒』は、連載途中に、明治16年（1883年）5月に京都の駸々堂から出版されたのをはじめとして、明治期に複数の版元から出版されたが、年信の挿絵は大幅にカットされている。
高知を去った年信は、その後「いろは新聞」などに挿絵を提供した。明治18年（1885年）になって京都に移り、「日出新聞」に挿絵を描きはじめた。新聞挿絵で認められ、春香と号している。この時期、勝川春章の錦絵などを研究し、その影響を受けた画風に変わったが、かつてのような人気は出なかった。錦絵は「鹿児島征討紀聞」、「戦地の実況奏聞之図」その他の西南戦争物のほか、「大日本優名鏡」などが知られている。新聞挿絵では他に「朝野新聞」、「大阪魁新聞」などの挿絵がある。
明治18年（1885年）6月より肺炎を患い、その後脳膜炎を併発して、9月15日に京都で没した。切れ目なく酔っ払っていたといわれるほどに酒を好んだことや、師芳年との確執もあって、デビューから2、3年間を除けば不遇であった。奇行奇癖の人という評判もある。そのような年信を愛した面々もあり、死後、隅田川堤の白鬚神社境内に記念碑を建てようという動きもあった。芳年もそこに加わっている。この碑は現存しないが、同神社から近い向島百花園にある芳年記念碑には、物故弟子として年信の名が刻まれている。享年29。墓所は京都市中京区新京極蛸薬師上ルの西光寺。
年信は絵師としてはほとんど忘れられた存在であるが、『高知県人名事典』は年信に一項をあて、高知の美術界に与えた影響は大きかったと評価している。活動期間が短く、現存している作品数も多くはない。今日ではほとんど顧みられることのない絵師であるが、現存する錦絵作品にも快作があり、また新聞挿絵の開拓者のひとりとして再評価が待たれる。
二代目年信こと田口年信がおり、両者の作品はしばしば混同されている。

## 作品
- 「近世報国高名集」　大判3枚続　明治10年
- 「鹿児島紀聞」　大判3枚続　明治10年
- 「鹿児島ノ賊徒熊本ニテ地雷火の図」　大判3枚続　明治10年
- 「城山最後之決戦」　大判3枚続　明治10年
- 「戦地之実況奏聞之図」　大判3枚続　明治10年
- 「佐土原城進撃之図」　大判3枚続　明治10年
- 「朝野新聞　実業家の会談」　大判　明治11年　山崎徳三郎の落款
- 「大日本優名鏡　西郷隆盛　江藤新平　前原一誠」　大判
- 「大日本優名鏡　市川団十郎　大蘇芳年　熊ケ嶽庄五郎」　大判
- 「大日本優名鏡　三条太政大臣　岩倉右大臣　大久保贈右大臣」　大判
- 「大日本優名鏡　東京小万　西京嘉代　大阪房鶴」　大判
- 「大日本優名鏡　柳原愛子 神功皇后 雲上姫」　大判